# Manu Beuselinck
Manu Beuselinck (Oostende, 25 maart 1970) is een Belgisch Vlaams-nationalistisch politicus uit de provincie West-Vlaanderen.

## Levensloop
Beuselinck volgde middelbaar onderwijs aan het Onze-Lieve-Vrouwecollege in Oostende en studeerde in 1994 af als apotheker. Nadien was hij tot 2004 zelfstandig apotheker. In 2001 werd hij beheerder van een vennootschap in roerende en onroerende goederen. Ook werd hij in 2002 voorzitter en zaakvoerder van de Ostend Tennis Club en was hij in 2016 een van de oprichters van de Ostend Padel Club, waarvan hij gedelegeerd bestuurder werd.
Bij de verkiezingen van 13 juni 2010 werd hij verkozen tot lid van de Kamer van volksvertegenwoordigers voor de N-VA. Beuselinck zetelde tot in november 2012 en nam toen ontslag om zich op de lokale politiek in Oostende te richten. Hij werd vervolgens opgevolgd door Cathy Coudyser.
In oktober 2012 werd Beuselinck verkozen tot gemeenteraadslid van Oostende, waar hij tot 2022 voorzitter van de plaatselijke N-VA-afdeling was. Zes jaar later, bij de gemeenteraadsverkiezingen van 2018, werd hij herkozen in de gemeenteraad, maar hij besloot zijn zetel af te staan ten voordele van zijn echtgenote Vanessa Brysse, die ook verkozen was. Bij de lokale verkiezingen van oktober 2024 werd Beuselinck opnieuw verkozen als gemeenteraadslid en deze keer nam hij zijn mandaat wel op. Ook werd hij N-VA-fractievoorzitter in de gemeenteraad.
Beuselinck is ook vader van twee kinderen.